# ぞっこん!スポーツ
ぞっこん!スポーツ（ZOKKON! SPORTS）は、札幌テレビ放送にて放送されたスポーツ情報番組である。またSTVテレビ・ラジオでも同様のタイトルを使い、スポーツ情報を放送している。

## テレビ番組

### 概要
- 日本ハムファイターズの北海道移転に合わせ2004年4月に「スポーツSpirits」として放送開始。
- 2005年4月から放送時間移動及びリニューアルにより、「D(どさんこ)スポーツ」となる。2007年4月に深夜放送枠「わくちん」月曜日に取り込まれたことによりぞっこん!スポーツに改め、放送時間も5分拡大し番組もリニューアルされる。
- プラチナイト『月曜から夜ふかし』の開始に伴い2012年3月で放送終了。これにより、北海道にあった月曜深夜帯のスポーツ番組は消滅。STVでは4月から始まる「マハトマパンチ」でスポーツ情報を取り上げていく。
- 北海道日本ハムファイターズ、コンサドーレ札幌、ウィンタースポーツなど北海道のありとあらゆるスポーツシーンを総合的に伝える。さらにDスポーツ時代から追っていた里田まいがキャプテンを務める女子フットサルチーム「サッポロチェルビーズ」の情報も引き続き取り上げていた。
- スポンサーは石屋製菓とスカパーJSAT。

### 放送時間
- 2004年4月～2005年3月　毎週土曜日25:50～26:15
- 2005年4月～2006年9月　毎週月曜24:50～25:15
- 2006年10月～2007年3月　毎週月曜24:26～24:51（「スポんちゅ」終了&「NEWS ZERO」開始に伴い繰り上げ）
- 2007年4月～2007年9月　毎週月曜24:26～24:56（放送時間拡大「わくちん」内）
- 2007年10月～2010年9月　毎週月曜24:29～24:59（「嵐の宿題くん」3分繰り下げ→わくちん枠廃止）
- 2010年10月～2012年3月　毎週月曜24:29～25:09（10分拡大）

### 出演者
- 岡崎和久（STVアナウンサー）
- 山藤美智（同上）2010年3月29日-

過去
福永俊介（2005年4月～2006年9月）
高山幸代（2005年4月～2006年9月）
寺田礼子（2006年10月～2010年3月）

#### 準レギュラー
- 永井ハム彦（STVアナウンサー）
- 宮永真幸（同上）
- 里田まい（タレント・カントリー娘。）
- 西崎幸広（野球解説者・元日本ハム・ファイターズ）
- 大森健作（サッカー解説者・元コンサドーレ札幌）

里田、西崎、大森は基本的に交代出演だが、2人で出演する場合もある。

## ラジオ番組

### 概要
- 2010年10月からはSTVラジオ「みのやと幸代のときめきワイド」（当時）内で、『ぞっこん!スポーツ』というコーナーが誕生。（姉妹番組扱い）

【放送時間】13:00～約10分ほど
栗山英樹監督や稲葉篤紀選手、小谷野栄一選手にコーナー名を読んでもらい、その音声をジングル化してコーナー開始に流している。
ファイターズ情報はもちろん、コンサドーレ・レバンガ北海道・エスポラーダ北海道・北海道ハイテクACの情報も取り上げていくのが特徴。スキー大会やどさんこ選手も取り上げることがある。
- 2011年からは、アタックナイターのファイターズ戦中継のタイトルを「ファイターズスタジアム」から「ぞっこんファイターズ中継」に変更。
- 2011年10月からは『ハギーとミヤーのぞっこん!スポーツ』（土曜18:00～）という番組が誕生（2012年3月放送終了）。
- ツイッターを開設している。（「ときめきワイド ぞっこん!スポーツ」というタイトルで存在）

## その他
- 2007年よりSTVではファイターズ応援キャッチフレーズとして「ぞっこん!ファイターズ」を使用。ファイターズ戦中継の冠などで使用している。なお、2008年からは、「ぞっこん!ファイターズ　GO!GO!DOME」となっている。なお、2008年はファイターズが北海道移転5年目だったこととSTVの地上デジタル放送の5チャンネルにちなんで「ぞっこん!ファイターズ　GO!(5th)GO!(5ch) DOME」となっていた。ラジオの「STVアタックナイター」も「ぞっこん!ファイターズ戦中継」として放送される他、2012年からはナイタークッション番組としてそのまま「ぞっこん!ファイターズ」が放送されている。
- コンサドーレ戦などSTVローカルのスポーツ中継では「ぞっこん!スポーツスペシャル」の冠を付ける場合もある。